# Nienhagen (Baixa Saxônia)
Nienhagen é um município da Alemanha localizado no distrito de Celle, estado de Baixa Saxônia.
Pertence ao Samtgemeinde de Wathlingen.